# Marlies ter Borg
Marlies ter Borg-Neervoort (Pladjoe, 1948) is een Nederlandse filosofe en socioloog.
Ter Borg promoveerde, op dezelfde dag als haar echtgenoot, na een studie filosofie en sociologie in de sociaal-culturele wetenschappen aan de Vrije Universiteit. Ze werkte als fractie-assistent in de Tweede Kamer, bij de Wetenschappelijke Raad voor het Regeringsbeleid, Adviesraad Vrede en Veiligheid en als polemoloog aan de VU. Ter Borg lijdt aan een bipolaire stoornis (manisch-depressieve stoornis). Ze was gehuwd met prof. dr. Meerten ter Borg (1946-2017), bijzonder hoogleraar Niet-institutionele religie aan de Universiteit Leiden.
Ze schreef de boeken Koran en Bijbel in verhalen en Sharing Mary: Bible and Qu'ran side by side. Beide werken focussen op vergelijkende tekstanalyse in de beide heilige boeken.